# 佛羅多隊長

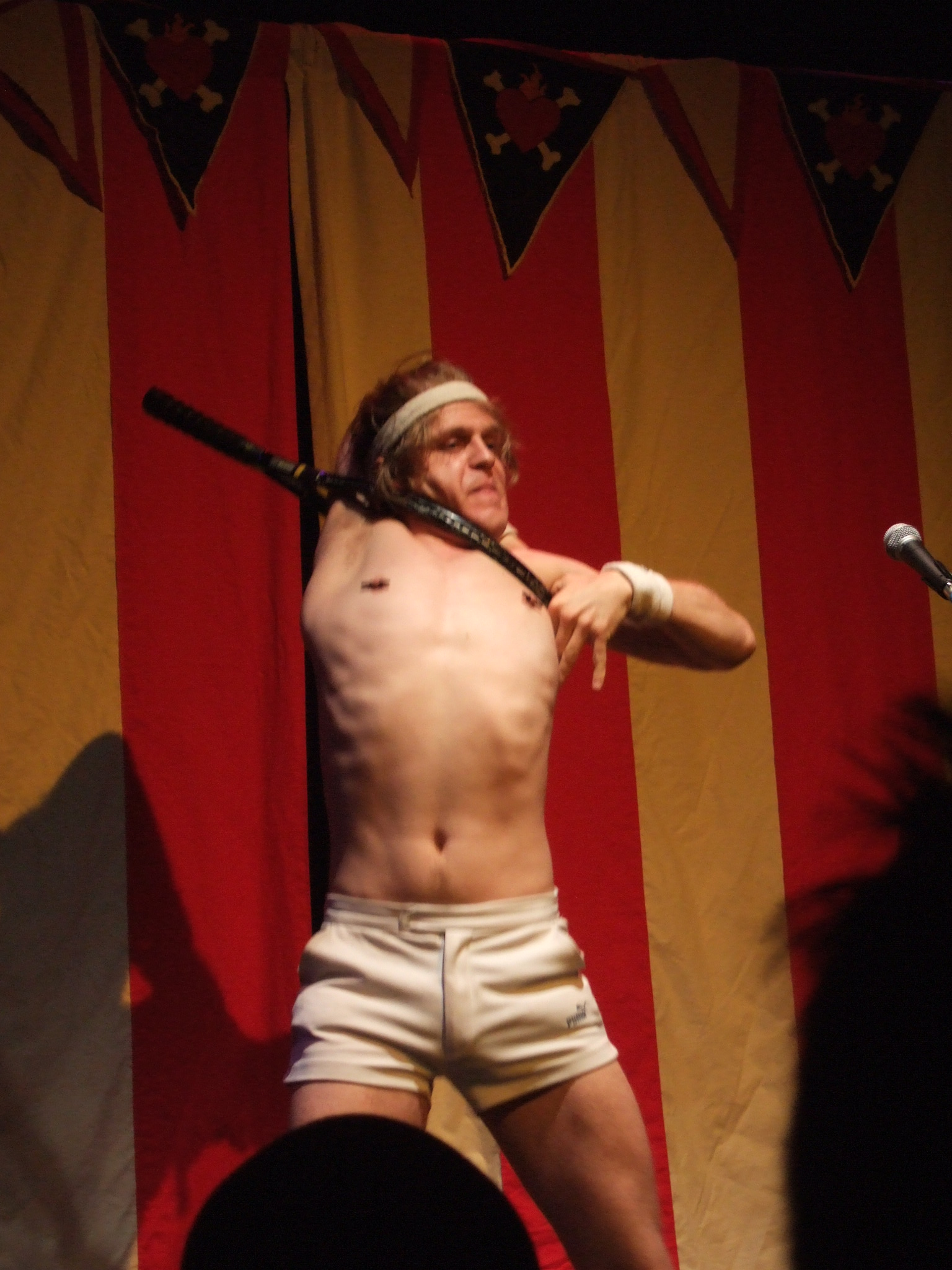
佛羅多隊長

佛羅多隊長(英語：Captain Frodo)，外號「縮骨功達人」，1976年出生於挪威海于格松，為一名柔身術演員及兩項健力士世界紀錄保持者。
佛羅多的父親是著名魔術師The Great Santini。佛羅多於八歲時初次於父親的魔術表演中當助手，並跟隨他到歐洲多國演出。於一間英國馬戲學校畢業後，佛羅多早年在街頭表演。在1998年愛丁堡國際藝穗節(英語：Edinburgh Festival Fringe)的演出後，佛羅多被邀請加入The Kamikaze Freakshow，並演出了兩年半。於2000年，佛羅多與三名澳洲演員創立Happy Sideshow，在節目中表演吞劍及柔身術。
在其中一項健力士世界紀錄中，佛羅多與其他三位表演者同時把櫈腳插入口中。他現正於世界各地，包括阿德莱德、悉尼、紐約及蒙特利爾等地作個人演出。佛羅多曾在多個電視節目中演出，包括嘻笑節(英語：Just For Laughs)及法國達人(英語：France's Got Talent)。2015年9月，佛羅多跟隨勁爆惹火達人SHOW(法語：-{
La Soirée}-)其他成員首次於香港及馬尼拉演出。